# Bente Sørensen
Bente Sørensen (nacida como Bente Flindt; 1 de febrero de 1943) es una deportista danesa que compitió en bádminton. Ganó una medalla de bronce en el Campeonato Europeo de Bádminton de 1968, en la prueba de dobles.

## Palmarés internacional
| Campeonato Europeo | Campeonato Europeo | Campeonato Europeo | Campeonato Europeo |
| Año                | Lugar              | Medalla            | Prueba             |
| ------------------ | ------------------ | ------------------ | ------------------ |
| 1968               | Bochum (RFA)       | Medalla de bronce  | Dobles             |